# Bad Aibling
Bad Aibling település Németországban, azon belül Bajorországban. Lakosainak száma 19 745 fő (2023. december 31.). Bad Aibling Tuntenhausen, Bad Feilnbach, Großkarolinenfeld és Bruckmühl községekkel határos.

## Népesség
A település népessége az elmúlt években az alábbi módon változott:
| Lakosok száma | 1963 | 7872 | 8882 | 12 583 | 17 316 | 17 983 | 18 595 | 18 817 | 19 164 | 19 745 |
|               | 1875 | 1950 | 1975 | 1987   | 2012   | 2014   | 2016   | 2017   | 2021   | 2023   |

## Ismert szülöttjei
- Julian Weigl (1995) válogatott labdarúgó